# جاك هيرش
جاك هيرش (بالإنجليزية: Jack Hirsch)‏ هو مدرب كرة سلة أمريكي، ولد في 1941.